# Parasuta nigriceps
Espèce
Synonymes
- Hoplocephalus nigriceps Günther, 1863
- Suta nigriceps (Günther, 1863)
- Denisonia nigrostriata brevicauda Mitchell, 1951
- Unechis brevicaudus Cogger, 1975

Statut de conservation UICN

 LC  : Préoccupation mineure
Parasuta nigriceps est une espèce de serpents de la famille des Elapidae.

## Répartition
Cette espèce est endémique d'Australie. Elle se rencontre en Nouvelle-Galles du Sud, au Victoria, Elle se rencontre en Nouvelle-Galles du Sud, au Victoria, en Australie-Méridionale et en Australie-Occidentale.

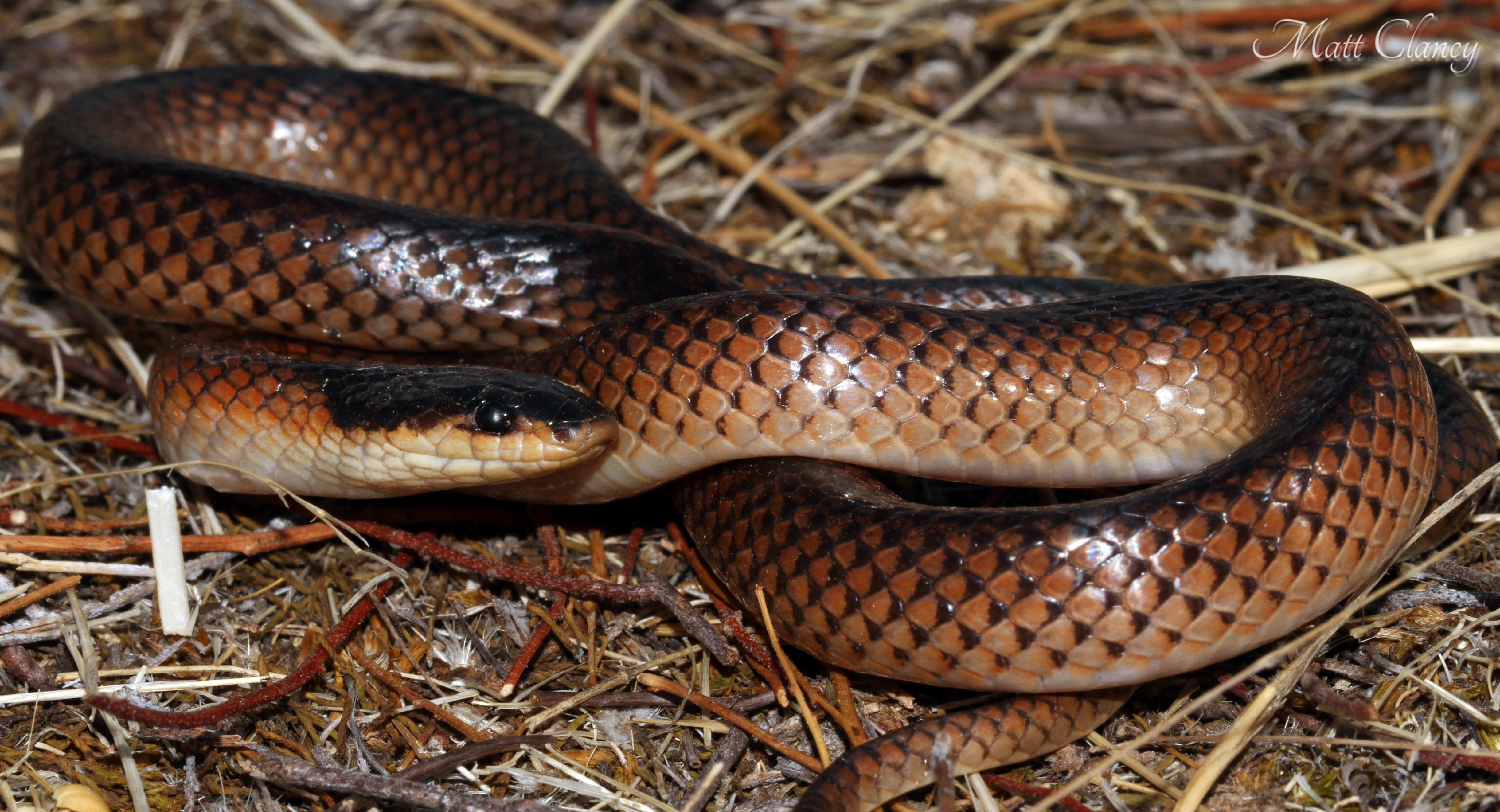

## Publication originale
- Günther, 1863 : Third account of new species of snakes in the collection of the British Museum. Annals and magazine of natural history, sér. 3, vol. 12, p. 348-365 (texte intégral).